# Spicherer Kopf
Der Spicherer Kopf ist von Norden gesehen die markanteste Gipfelerscheinung in den Pfannenhölzern, dem langen, vom Kleinen Daumen nach Osten streichenden Grat, der an der Mittagspitze endet. Seine Höhe beträgt 1.960 m. 
Auf den Spicherer Kopf führen keine markierten Wanderwege. Er wird in der Regel im Zuge einer Überschreitung der Pfannenhölzer von der Mittagspitze zum Kleinen Daumen bestiegen. Weitere Anstiege führen durch die Nordwestflanke von der Wiesloher Hütte bzw. durch die von der Scharte östlich des Gipfels nach Norden ziehenden sog. „Klockars Rinne“ (auf dem Foto zu erkennen). Alle Anstiege erfordern Erfahrung im weglosen, steilen Schrofengelände und beinhalten kurze Kletterstellen im II. Grad der UIAA-Skala. Der Spicherer Kopf wird überwiegend von Einheimischen bestiegen.
Im Winter 1993/94 wurde die geschnitzte Christus-Figur am Gipfelkreuz des Spicherer Kopfes durch Unbekannte entwendet, was damals für ziemliches Aufsehen bzw. Empörung gesorgt hat. 17 Jahre später fand im August 2011 ein Hirte der hiesigen Alpe das beschädigte Kruzifix unter einem Steinhaufen. Der Holzbildhauer Fritz Thannheimer, der es erschuf, will es nach einer Restaurierung wieder auf dem Gipfel installieren.